# Ludwig II. von Rosdorf
Ludwig II. von Rosdorf (* um 1230 in Burg Rosdorf; † 1291 in Burg Hardegsen) war Burgherr zu Hardegsen und Harste, Herr zu Esebeck, Gladebeck, Lage, Urleben (Unstrut), Burgherr zu Moringen und Rosdorf, Advokat des Klosters Fredelsloh, Berater und Diplomat Herzog Albrechts I.

## Leben
Ludwig von Rosdorf war Sohn des Edelherrn Conrad II. von Rosdorf; seine jüngeren Brüder waren Tethard (Dethard) und Conrad von Rosdorf. Seine Mutter ist nicht bekannt, stammte jedoch mit hoher Wahrscheinlichkeit aus dem Haus der Edelherren und Vögte des Bistums Minden, der Edelherren von Schalksberg oder von Berge, da sich diese bis 1303 im Besitz des Zehnten von Rosdorf befanden, wie umgekehrt die von Bovenden, Seitenlinie der Edelherren von Rosdorf, ihrerseits über Grundbesitz an der Weser, im Herrschaftsbereich der Herren vom Berge verfügten. Der Rosdorfer Zehnte gelangte als Heiratsgut an die von Berge.
Ludwig von Rosdorf trat erstmals als Jüngling (filius Conradus de Rostorpe) 1245 und 1248 an der Seite des Vaters in einer Urkunde für Kloster Wiebrechtshausen über Güter zu Hohnstedt in Erscheinung. Auch als 1248 der Zehnte zu Oederickshusen an Kloster Hilwartshausen abgetreten wurde, stimmte Ludwig zu. Ludwig von Rosdorf war zu diesem Zeitpunkt nicht volljährig, wie die Verwendung des Begriffs filius zeigt. Doch bereits zwei Jahre später, 1250, als die Grafen von Dassel die Advokatie über Kloster Fredelsloh an die Brüder von Hardenberg und Rosdorf verpfändeten, urkundete Ludwig von Rosdorf als Erwachsener. 
1252 kamen die Burg Moringen und eine Hälfte des Ortes in den Besitz der Herren von Rosdorf. Zu Grunde lag diesem Kauf eine umfangreiche Vereinbarung, die von Ludwigs Vater, Conrad von Rosdorf, und seinem Onkel, Ludwig I. von Rosdorf (1240), mit Bischof Simon von Paderborn verabredet worden war und die Ludwig mit seinem Bruder Dethard von Rosdorf bis 1294 fortsetzte. Als Bezahlung für den Erwerb halb Moringens sowie eines Teils der umliegenden Grafschaft (des ehemaligen Gaus Morango) mussten die Herren von Rosdorf einen Teil ihrer Besitztümer in der Grafschaft Lippe, Schwalenberg und Wartberg eintauschen, so das Kirchspiel Lage, ihren Anteil am Vorort Herfords, Adon- oder Odonhusen, ihren Anteil an der Burg und Grafschaft Schartenberg sowie zwei weitere Dörfer. Außerdem lösten die Herren von Rosdorf für den Bischof dessen Pfand auf Burg Herstelle an der Weser ein, ebenso ein Pfand an Burg und Grafschaft Schöneberg. Als Gegenleistung gingen die halbe Burggrafschaft Moringen, mehrere Dörfer der Umgebung, das Kirchpatronat für St. Ulrich sowie die Advokatie des Ortes und der Grafschaft, d. h. auch die Befugnis, Recht zu sprechen, auf Ludwig von Rosdorf über. Simon von Paderborns Nachfolger, Bischof Otto von Paderborn, bestätigte im Jahr 1294 den Verkauf und sämtliche zwischenzeitlichen Transaktionen.
Eine Urkunde des Klosters Kaufungen aus dem Jahr 1261 zeigt Ludwig von Rosdorf mit seinem Onkel, dem Edelherrn Hermann von Rosdorf. Gemeinsam verbürgten sie sich für die Töchter ihres verstorbenen Verwandten, Heinrich von Rosdorf, der, da er die thüringisch-nordhessischen Familiengüter der edlen Herren von Rosdorf repräsentierte, den Beinamen Hassone = der Hesse trug. Drei Töchter Heinrichs waren Nonnen, zwei im Stift Gandersheim, die älteste, Bertradis, wurde später im Kloster Kaufungen Äbtissin. Es ging um eine Schenkung, einige Hufen Land und einen Weinberg zu Urleben an der Unstrut. Die Herren von Rosdorf, Ludwig und Hermann, sowie deren Brüder, verbürgten sich in dieser Urkunde gegenüber dem Kloster Beuren, wo wenige Jahre später Friedrich von Rosdorf als Advokat amtierte, diese Güter für das Kloster gegen jedermann zu schützen. Gesiegelt ist die Urkunde von Ludwig von Rosdorf und seinem Cousin, Dietrich von Hardenberg, Ehemann einer Tochter Friedrich von Rosdorfs.
Bereits 1262 erwarb Ludwig von Rosdorf, zur Arrondierung seiner kleinen Herrschaft um Moringen, Burg und Burggrafschaft Hardegsen. Die Burggrafschaft umfasste damals neun Orte. Gemeinsam mit den acht Ortschaften um Moringen sowie den zur Herrschaft des Stammsitzes Rosdorf gehörigen Orten, insgesamt 13 Orten, verfügte Ludwig von Rosdorf über mehr Besitz, als eine durchschnittliche Grafschaft umfasste. Folglich nannte er sich 1266 Dominus Castri Hardegessen. In besagter Urkunde schenkten Ludwigs Cousins, die Edelherren (Nobilis) Otto und Burkard von Bovenden, dem von ihren Verwandten, den Edelherren vom Berge, gegründeten Kloster zu Lahde ein Haus in Lahde aus ihrem Allod. Ein weiteres Indiz dafür, dass Ludwig von Rosdorfs Mutter eine geborene vom Berge (Schalksberg) war. Außerdem fungierte Graf Otto von Hoya, mit den Herren von Rosdorf und denen von Berge verschwägert, als Zeuge. 
Einen Monat später, im Juli 1266, war Ludwig von Rosdorf Spitzenzeuge von Herzog Johann von Braunschweig, als dieser dem Hamburger Johannes von Bergen den Besitz der Siedepfanne der Lüneburger Saline bestätigte. 
1269: Ludwig von Rosdorf steht im Gefolge Herzog Albrechts von Braunschweig, um in Kassel vor sieben Grafen, zwei Dynasten und zehn Ministerialen zu beschwören, dass Gieselwerder dem Bistum Mainz und nicht dem Herzogtum Braunschweig gehöre. 1270: Ludwig II. von Rosdorf (Rostorpre) ist Zeuge in Braunschweig als Begleiter Herzog Alberts von Braunschweig. 1272 ist Ludwig von Rosdorf Zeuge des Verkaufs des halben Sollings durch Graf Ludolf V. von Dassel an Herzog Albrecht von Braunschweig. Ebenfalls 1272 wurde Ludwigs Sohn, Ludwig III. von Rosdorf, erstmals urkundlich erwähnt als Knappe (famulus) Herzog Albrechts in Osterode. 1274 heiratete Jutta I. von Rosdorf, Ludwigs Schwester, Albert(echt) I., Graf von Schwalenberg. 1275 wurde Volkwin V. von Schwalenberg, Ludwig von Rosdorfs Schwager, Bischof von Minden. 
1276 befand sich Ludwig von Rosdorf auf dem Höhepunkt seiner Macht und seines Ansehens: Die Grafen Hermann, Heinrich, Ludolf, Konrad, Burchard und Hermann von Woldenberg versprachen ihren Lehens-Herren „nos dominos“, dem Präposit von Einbeck, Conrad von Rosdorf, dem Burgherrn von Hardegsen, Ludwig von Rosdorf, Hermann von Rosdorf und Otto von Bovenden (allesamt als Nobiles tituliert), ihren Teil (50 %) am Zehnten von Langenholtensen über die Genannten dem Erzbischof von Mainz zu übergeben. Aufgesetzt wurde die Urkunde in der Burg Werder, dem Stammschloss der soeben ausgestorbenen vormaligen Amtsgrafen des Ambergaus, der Grafen von Werder, ihrerseits enge Verwandte der Grafen von Woldenberg, welche deren Erbe antraten, wie der Edelherren von Rosdorf.
1277 erteilte Herzog Albrecht der Kirche zu Hameln ein Privileg, Spitzenzeuge war Ludwig von Rosdorf. Als 1279 die Herzöge Albrecht, Heinrich und Wilhelm von Braunschweig der Stadt Göttingen ihre Privilegien bestätigten, war Ludwig von Rosdorf Zeuge. 1280 hielt Ludwig von Rosdorf Gerichtstag in seinem Gericht Moringen ab. Heinrich von Moringens Söhne, Conrad und Bertold entsagten ihren Ansprüchen zugunsten des Klosters Amelungsborn. Als die Stadt Göttingen 1283 einen Vertrag mit Probst Conrad von Katlenburg schloss, war Ludwig von Rosdorf unter den Zeugen.
1285 war Ludwigs jüngerer Sohn, Ludovicus von Rostorp, Archidiakon in Warburg. Ludwigs Ältester, ebenfalls Ludwig (III.) genannt, war mit Gisela von Adensen verheiratet.
Als 1286 Arnold, Eberhard, Ludwig und Dietrich Wolf von Gudenberg auf den Zehnten zu Haversvörde verzichteten, taten sie das mit Zustimmung ihrer Onkel (avunculorum) Conrad und Ludwig von Rosdorf. 1286 entschied Ludwig von Rosdorf auf Bitte des Bischofs von Paderborn einen Streit zwischen seinen Verwandten, den Edelherren von Plesse, und dem Bistum um den Besitz in Holthusen.
1287 fungierte Ludwig von Rosdorf als Bevollmächtigter Herzog Albrechts, um Streitigkeiten zwischen dem Herzog und dem Erzbischof von Mainz auszuräumen. Auf der Seite des Erzbischofs nahm Ludwigs Cousin, der Offiziat des Eichsfelds, Friedrich von Rosdorf, teil. 1288 bestätigte Herzog Albrecht die Privilegien der Stadt Göttingen, Zeuge: Ludwig II. von Rosdorf.
1290 waren Conrad von Rosdorf und Ludwig von Rosdorf Zeugen eines Kaufvertrags ihres Verwandten Johann von Gladebeck. Dieser Johann nannte sich in einer Urkunde des Klosters Fredelsloh Johann Dominus de Hardegessen. Insofern könnte es sich um einen Sohn Ludwigs von Rosdorf handeln. Ebenfalls 1290 und 1291 urkundete Gisela von Adensen, verheiratete von Rosdorf, als Domina de Herdagessen.
1291 verstarb Ludwig II. von Rosdorf auf seiner Burg Hardegsen. Im folgenden Jahr, 1292, machte Erzbischof Gerhard von Mainz Ludwigs Sohn Ludwig (III.) von Rosdorf zum Burgmann auf den Burgen Hardenberg und Schaumburg (Schauenburg).  1294 zerstörte die Göttinger Bürgerwehr Burg Harste, die Eigentum der Herren von Rosdorf war. 1295 wurde Ludwigs Cousin, Ludolf I. von Rosdorf, Fürst-Bischof von Minden und Ludwigs jüngerer Bruder Conrad IV. von Rosdorf, Probst von Stift Einbeck, starb.